# Idaea elachista
Idaea elachista är en fjärilsart som beskrevs av Turner 1922. Idaea elachista ingår i släktet Idaea och familjen mätare. Inga underarter finns listade i Catalogue of Life.